# Arsenio Hall
Arsenio Hall (Cleveland, 1956. február 12. –) amerikai humorista, színész, műsorvezető, író és producer. A The Arsenio Hall Show című talk show házigazdája volt 1989-től 1994-ig, majd 2013-tól 2014-ig.
2012-ben megnyerte a The Celebrity Apprentice ötödik évadát.

## Élete
Clevelandben született Fred és Annie Hall gyermekeként. Hall gyerekkorában bűvészként tevékenykedett. A Warrensville Heights High School tanulójaként érettségizett 1973-ban. Később az Ohiói Egyetemen és a Kent State Universityn tanult.
Később Chicagóba, majd Los Angelesbe költözött, hogy a humorral foglalkozzon.

## Magánélete
Miután három évig távol maradt a közélettől, 1997-ben interjút adott, hogy eloszlasson egy szóbeszédet arról, mi történt vele. "Felmentem az internetre, és azt olvastam, hogy elvonón vagyok a Betty Ford Centerben. Regisztráltam magamnak egy kamu nevet, és beírtam: "Jobban ismerem Arseniót, mint bárki más, és nincs elvonón, ti idióták!"
Egy fia van, aki 1998-ban született. Elmondása szerint szabadságot vett ki, hogy a gyerekével foglalkozhasson, majd 2013-ban visszatért az Arsenio Hall Show műsorvezetőjeként.

### Filmjei
| Év   | Cím                                | Szerep                                                    | Magyar hang                                                         |
| ---- | ---------------------------------- | --------------------------------------------------------- | ------------------------------------------------------------------- |
| 1987 | Amazonok a Holdon                  | Apartman áldozat                                          |                                                                     |
| 1988 | Amerikába jöttem                   | Semmi, Nagyon ronda nő, Morris, Brown tiszteletes         | 1. Kerekes József 2. Forgács Gábor 3. Kránitz Lajos 4. Schnell Ádám |
| 1989 | Harlemi éjszakák                   | Reggie (Síró férfi)                                       | 1. Beregi Péter 2. Stohl András                                     |
| 1989 | Paula Abdul: Straight Up           | önmaga                                                    |                                                                     |
| 1990 | Ghost                              | önmaga                                                    | Csankó Zoltán                                                       |
| 1994 | Szupermanus                        | önmaga                                                    | Rudas István                                                        |
| 2005 | The Naked Brothers Band: The Movie | önmaga                                                    |                                                                     |
| 2005 | The Proud Family Movie             | Dr. Carver, Bobby Proud                                   |                                                                     |
| 2006 | Scooby-Doo: Kalózok a láthatáron   | kapitány                                                  |                                                                     |
| 2007 | Heckler                            | önmaga                                                    |                                                                     |
| 2008 | Igor                               | Carl Cristall                                             |                                                                     |
| 2009 | Black Dynamite                     | Tasty Freeze                                              |                                                                     |
| 2017 | Sandy Wexler                       | önmaga                                                    |                                                                     |
| 2019 | Egy kivételes barát                | önmaga                                                    | Kerekes József                                                      |
| 2021 | Amerikába jöttem 2.                | Semmi, Morris, Brown tiszteletes, Baba (boszorkánydoktor) | Kerekes József                                                      |